# Anisaedus aethiopicus
Anisaedus aethiopicus är en spindelart som beskrevs av Albert Tullgren 1910. Anisaedus aethiopicus ingår i släktet Anisaedus och familjen Palpimanidae.
Artens utbredningsområde är Tanzania. Inga underarter finns listade i Catalogue of Life.